# 潘榘楹

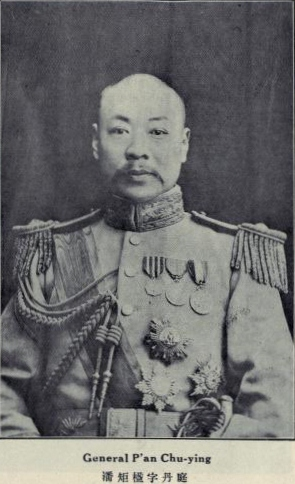

潘榘楹（1882年—约1951年），字丹庭，山東省濟寧州（今濟寧市）人，清末民初軍事將領。

## 生平
潘榘楹加入新建陸軍後到日本留学，日本陆军士官学校第3期步兵科畢業。歸国後順利晉升，1911年（宣統3年）任陸軍第二十鎮統制，参与滦州兵谏。辛亥革命时，任新军第二十镇三十九协协统，向清廷告密吴禄贞、蓝天蔚发动兵变有功，被提升为张绍曾落职后的第二十镇统制。
1914年二月十二日（甲寅年正月二十一日），以北洋政府参谋本部参谋次长的头衔率领改制后的陆军第二十师就任綏遠都統。1915年（民国4年）12月，袁世凱稱帝時封一等男。1916年（民国5年）10月，他辞任綏遠都統。
民国五年（1916年）四月，北洋政府撤销了土默特旗副都统，实行总管制，降为县一级政权。绥远绅商界共推包头人卜兆瑞赴京，控诉潘榘楹祸绥罪行。土旗参领都格尔扎布派郭象伋、武尔功等也到北京请愿。绥远总商会会长、大盛魁经理段履庄借给白银五百两作路费。即当时所说的“郭象伋的笔杆子，武尔功的嘴头子，段履庄的垫银子”。袁世凱死後，潘矩楹因失去了靠山，不久便被蒋雁行取代了绥远都统职位。
潘榘楹屬直系軍閥。1918年（民国7年），他任川湘贛粤四省經略使署参謀長。1920年（民国9年），他任直豫魯巡閲使署参謀長。同年11月，他改任北京政府高等顧問。民国10年（1921年）7月，他署理北京政府航空署署長。1922年10月19日，他授“矩威将军”。1923年（民国12年）11月，他任奉系張作霖的高等顧問。
此後潘榘楹的生平事跡不詳。中华人民共和国建国后在京被捕。